# Grom: Terror in Tibet
Grom: Terror in Tibet là tựa game nhập vai hành động kiêm phiêu lưu do Rebelmind phát triển và CDV Software phát hành vào ngày 12 tháng 3 năm 2003.

## Cốt truyện
Cốt truyện kể về cuộc hành trình của nhân vật chính là đại tá Grom, cựu sĩ quan quân đội Ba Lan, từng tham gia trận chiến Đức – Ba Lan năm 1939. Game lấy bối cảnh vào năm 1942, sau khi biết tin cả nhà bị quân Đức sát hại, Grom buồn bã bỏ đến vùng Tây Tạng êm đềm, hẻo lánh nhằm quên đi mất mát to lớn này. Nhưng anh bất ngờ phát hiện ra khinh khí cầu của quân Đức quanh quẩn trên bầu trời Tây Tạng nhằm mục đích tìm ra 12 thứ vũ khí bí hiểm mà vua Arjuna cổ xưa đang cất giấu trong "Thành phố Mất Tích", chỉ cần một trong số đó cũng đủ sức hủy diệt hàng loạt thành phố lớn trong nháy mắt. Ngay sau đó, Grom và bạn bè của mình ra sức lên đường nhằm ngăn chặn kịp thời kế hoạch này của quân Đức.

## Tổng quan
Lối chơi của game gần giống như dòng Diablo và các game cùng thể loại khác, không có ý tưởng gì mới mẻ, được xây dựng theo bối cảnh lịch sử của cuộc Chiến tranh Thế giới II pha thêm ít chất hư cấu với phép màu đã dựng nên phần hồn của trò chơi. Với hơn 100 cảnh nền 2D được thiết kế khá chi tiết về các quang cảnh lộng lẫy từ nơi sa mạc hoang vu, vùng đồi núi bao la đến những khu quân sự bí mật, nhất là những kiến trúc tôn nghiêm huyền ảo nơi xứ Phật.
Giao diện của game khá đơn giản giống như Diablo, nhà phát triển xây dựng nhân vật 3D chuyển động rất linh hoạt, uyển chuyển và dựa vào các module AI giúp người chơi điều khiển Hero dễ dàng hơn. Các Hero có thể thực hiện khá hiệu quả chiến thuật tấn công, phòng thủ; thao tác nạp đạn và thay đổi vũ khí…; một bước tiến đáng kể về cách chơi trong thể loại này. Nhạc nền không đặc sắc lắm nhưng phần âm thanh các loại vũ khí thời Thế Chiến được tái hiện rất sinh động: từ dao gămđến gươm, súng trường đến tiểu liên và cả những vũ khí phép thuật.